# Alleanza Democratica (Sudafrica)
L'Alleanza Democratica è un partito politico sudafricano.
Erede diretto del Partito Democratico, nacque nel 2000 ed è oggi guidato da John Steenhuisen. L'AD è il secondo partito sudafricano dopo il Congresso Nazionale Africano.

## I predecessori di DA dal 1910 al 1993
L'Ad è stata preceduta da vari partiti "moderati" o "liberali" dal 1910 al 1988:
- Partito del Sudafrica (SAP) (1910-1934), che vinse le elezioni del 1910 e guidò l'Unione del Sudafrica, ancora sotto il dominio inglese, con il boero Louis Botha[4]; alle elezioni del 1924 il SAP passò all'opposizione di un governo guidato da James Hertzog del Partito Nazionale, conservatori[5].
- Partito Unito (UP) 1934-1959 nacque dall'unione del SAP con il NP, in rappresentanza di tutti i gruppi razziali del Sudafrica. L'UP vinse le elezioni del 1938, ma già nel 1943 dovette assistere alla fuoriuscita di molti nazionalisti che costituirono il Partito Nazionale Riunificato (Herenigde Nasionale Party), che, con un programma di decisa apartheid, vinse le elezioni del 1948. Alle elezioni ,infatti, l'alleanza UP - SALP (laburisti) aveva conseguito il 51,7% dei voti, ma 71 seggi contro i 79 dell'alleanza HNP - AP (afrikaner)[5]. Alle elezioni del 1953, ormai riservate ai soli cittadini "bianchi", l'UP ottenne il 47,6% dei consensi e 57 seggi su 156. Alle elezioni tra il 1961 ed il 1974, l'UP conseguì tra il 35 ed il 37% dei consensi[5]. L'UP ben presto si divise, nel 1974 cambiò il nome in Nuovo Partito Repubblicano, che raccolse solo dieci seggi alle elezioni del 1977, molti suoi membri passarono al Partito Nazionale o al Partito Progressista; nelle elezioni del 1987 il NRP raccolse solo un seggio e si sciolse;
- Partito Progressista (PP) (1959-1975) fondato nel 1959 da alcuni liberali fuoriusciti dall'Up; alle elezioni del 1961 ottenne appena un seggio con Helen Suzman, l'unico deputato ad opporsi apertamente alle politiche di apartheid dei governi del PN ed unica rappresentante del PP fino al 1974, quando il partito elesse 7 seggi.
- Partito Progressista Riformista (PRP) (1975-1977) formato dal PP e dal Partito Riformista, nato ad opera di alcuni fuoriusciti dall'UP.
- Partito Progressista Federale (PFP) 1977-1989 è nato a sua vola dalla fusione del PRP ed il Comitato per l'Opposizione Unita, composto da fuoriusciti della sinistra dell'UP; il PFP fu guidato dal 1979 da Frederik van Zyl Slabbert e si caratterizzò come il partito d'opposizione al PN. Alle elezioni del 1987, il PFP raccolse 19 seggi contro i 26 del 1981, perché alcuni suoi membri diedero vita al Movimento Democratico Nazionale (NDM), che ritenne opportuno non partecipare all'elezione del Parlamento di soli bianchi, il Sudafrica dal 1984 aveva, infatti, tre parlamenti (per bianchi, neri, indiani). Il PFP perse, nel 1987, il primato di primo partito dell'opposizione, superato dal Partito Conservatore, destra, poi confluito nel Fronte della Libertà Plus.
- Partito Democratico. Dopo le elezioni del 1987, il leader del PFP, Zach de Beer, concluse un accordo con il NDM e con il Partito Indipendente (1 seggio) e diede vita al Partito Democratico, che alle elezioni del 1989, pur rimanendo il terzo partito alle spalle del PN e del PC, ottenne den 33 seggi[6].

## Il DP dopo il 1994
Alle prime elezioni a suffragio universale, nel 1994, il DP ottenne appena l'1,7% dei voti e 10 seggi. Nuovo leader divenne Tony Leon, che enfatizzando i temi tradizionali del partito quali diritti umani, federalismo e libero mercato portò il partito, alle elezioni del 1999, al 9,6% dei voti e a 44 seggi. Di fatto il DP si pose come l'unica opposizione credibile ai socialisti democratici del Congresso Nazionale Africano, di Nelson Mandela, vincitori con oltre il 60% dei voti.

## Dal 2000 in poi
Alle elezioni provinciali del 2000 nel Capo Occidentale, il DP si alleò con il Nuovo Partito Nazionale, eredi del Partito Nazionale, e con l'Alleanza Federale e diede vita alla coalizione "Alleanza Democratica". Il NNP, però, dopo appena un anno si alleò con l'ANC e diede vita ad un nuovo governo provinciale.
Alle elezioni nazionali del 2004, l'ANC aveva aumentato i propri consensi, ma anche l'AD era salita al 12,4% e 50 seggi divenendo, ormai, il più grande partito d'opposizione, poiché il NNP avendo ottenuto appena l'1,2% dei voti si sciolse ed i suoi membri confluirono nell'ANC.

Alle elezioni provinciali in KwaZulu-Natal, del 2004, l'AD si alleò con il Partito della Libertà Inkata. La coalizione ottenne 37 seggi, contro i 38 dell'ANC, che formò un esecutivo privo di maggioranza parlamentare. 

Distribuzione geografica per municipalità del voto all'AD alle elezioni del 2009

Nel 2006 AD vinse le comunali di Città del Capo, del resto l'unica grande città sudafricana non governata dall'ANC. Sindaco fu eletta Helen Zille e AD ottenne il 41,8% dei voti, formando un'alleanza con 6 partiti minori. Nello stesso anno Tony Leon, che aveva guidato il partito dal 1994, si dimise e la Zille fu eletta segretaria del partito. Capo dell'opposizione in Parlamento venne eletta la deputata dell'AD Sandra Botha, proveniente dal "Black Sash", movimento non-violento di donne bianche anti-apartheid.
Alle elezioni politiche del 2009, l'AD incremento voti (16,5%, + 4,3%) e seggi (67, + 17). L'ANC, nonostante la scissione del COPE, ottenne comunque il 65,9% dei voti e 264 seggi su 400.
Nel 2010 venne annunciato dalla Ziller che il partito socialdemocratico moderato "Democratici Indipendenti" (0,9% dei voti e 4 seggi - elezioni 2009) e l'Alleanza democratica si sarebbero fusi. La completa integrazione dovrebbe avvenire nel 2014.
Nel maggio 2015 Mmusi Maimane viene eletto  (con il 90% dei voti).
Alle elezioni amministrative del 3 agosto 2015 l'Alleanza Democratica ottenne il suo miglior risultato di sempre.
Dal 2020 nuovo leader del partito è John Steenhuisen.